# Takinoue
Takinoue (滝上町?) è una cittadina giapponese della prefettura di Hokkaidō.
nel 2015 contava 2 800 abitanti ca.